# Хануман-чалиса
Ханума́н-чали́са (хинди हनुमान चालीसा, «сорокостишие Хануману») — короткая поэма-восхваление Ханумана, спутника, помощника и бхакты Рамы, (седьмой аватары Вишну), написанная на языке авадхи Тулсидасом (1532—1624), крупным индийским средневековым поэтом и философом, автором «Рамачаритаманаса» («Море подвигов Рамы»). Она пользуется огромной популярностью как среди представителей вайшнавской школы рамаитов, так и вообще среди индусов — многие читают её как ежедневную молитву по нескольку раз в день. Согласно преданию, любой, кто воспевает эту поэму сто раз в день ежедневно, освободится от цикла перерождений и будет достоин войти в вечную обитель Рамы город Айодхью. О её популярности свидетельствует тот факт, что поэма была переведена на многие индийские языки, в том числе санскрит и хинди. Она также часто читается как аналог пуранических и тантрических кавач — защитных гимнов. Хануман-чалиса это первое произведение в стиле «чалиса» (сорокостишие) — позднее этим стилем различными авторами были написаны гимны к другим богам: к Шиве (Шива-чалиса), Дурге (Дурга-чалиса), Кришне (Кришна-чалиса) и многие другие — их общее число неизвестно; часть из них также приписывается Тулсидасу. Некоторые из них в настоящий момент переведены на многие языки. На русском языке есть несколько незначительно отличающихся друг от друга переводов. Один из них (с примечаниями) был сделан Максимом Демченко.
Многие популярные современные индийские исполнители ритуальной музыки (Кришна Дас, Udit Narayan, Alka Yagnik, Anup Jalota, и многие другие) обязательно включают в свой репертуар исполнение Хануман-чалисы как в традиционном стиле, так и в современной обработке.

## Описание
Существует несколько редакций Хануман-чалисы, лишь незначительно отличающихся друг от друга. Так, в одной из редакций сказано, что её необходимо ежедневно повторять по 100 раз; другая редакция говорит лишь о сорока повторениях. Также в некоторых редакциях изменена последовательность стихов, но в настоящий момент уже невозможно вычислить точную авторскую версию.
Текст Хануман-чалисы состоит из трёх частей:
1. prarthana (прартхана) — вступительная молитва; небольшая вступительная молитва-обращение к Хануману из трёх стихов.
2. calisa (чалиса) — основной текст; в этой части описан сам Хануман — его внешность, облики, деяния, подвиги. Фактически эта часть является очень кратким пересказом мифов Рамаяны и также краткой энциклопедией для памятования преданными. Стихи 38 и 39 представляют собой описание результатов чтения Хануман-чалисы (в отличие от Пхала-стути они являются обязательными к чтению). В 40-м стихи упоминается сам автор — Тулсидас (эта традиция упоминания автора в тексте чалисы также прослеживается и в других текстах этого жанра).
3. doha (доха) — завершение или особая часть. Краткое заключительное восхваление Ханумана с просьбой о покровительстве.

## Ритуальное чтение
Для многих индуистов, особенно в традиции рамаитов, чтение Хануман-чалисы является обязательной частью ежедневной садханы. Она читается как во время проведения пуджи Раме и/или Хануману, как самостоятельный текст пуджи Хануману, так и как текст, чтение которого заменяет ритуал пуджи. Обычно текст читается минимум два раза в день — утром и вечером. Это может быть как однократное прочтение, так и многократное — три-восемь раз.
Наиболее благоприятными днями для чтения считаются вторник, суббота и воскресенье.

## Хануман-чалиса в шиваизме
В тексте поэмы упоминается о том, что в облике Ханумана воплотился Шива (в разных редакциях это место находится в стихах с 5-го по 7-й) и что её повторение приятно для Шивы и Парвати (стих 39):
шанкара-сувана кешари-нандана . (стих 6) — О воплощение Шанкары и сын Кешари (земной отец Ханумана) [Перевод М.Демченко]
джо-яха-падхайи ханумана-чалиса . хоя сиддхи сакхи гауриса .. (стих 39) — Кто бы ни повторял эту Чалиса, достигнет реализации благословением Шивы и Парвати.
Согласно легендам, когда Вишну должен был воплотиться в Раме, он обратился за помощью к Шиве с просьбой, чтобы Шива помог ему — сам бы он не справился. На просьбу Вишну Шива ответил согласием. Благодаря этим фрагментам в тексте, Хануман-чалиса также считается обязательной для чтения в некоторых шиваитских даршанах.